# 7,5-cm-Pak 50
Die 7,5-cm-Pak 50 war eine Panzerabwehrkanone (kurz Pak) der deutschen Wehrmacht.

## Geschichte
Von den zahlreichen im Jahr 1945 von den amerikanischen Streitkräften in der Artillerie-Erprobungsstelle Hillersleben erbeuteten Geschützen wurden 34 näher untersucht. Hierzu zählten zwei Geschütze mit der Bezeichnung 7,5-cm-Pak 50. Die beiden Geschütze unterschieden sich in vielen geringfügigen Dingen. Das Geschütz mit der Rohrnummer R 272 war ein Versuchsmodell, während das zweite Geschütz ohne Rohrnummer das erste Serienmodell war. Beide Geschütze waren auf der Lafette der 5-cm-Pak 38 montiert und besaßen ein deutlich kürzeres Geschützrohr. Damit sollte, unter anderem die Munition der 7,5-cm-KwK L/24 verschossen werden.
Dieser Umbau sollte die weitere Nutzung der Lafetten der Panzerabwehrkanone ermöglichen, von denen seit Beginn der Fertigung schon etwa 4.000 Stück gefertigt worden waren. Zwar wird die Waffe in den Unterlagen der Organisationsabteilung III als eingeführt vermerkt, jedoch sind keine Abnahmen oder Bestandsmeldungen eingetragen. Es wurden offensichtlich nur die beiden in Hillersleben gefundenen Geschütze gefertigt.

### Technische Beschreibung

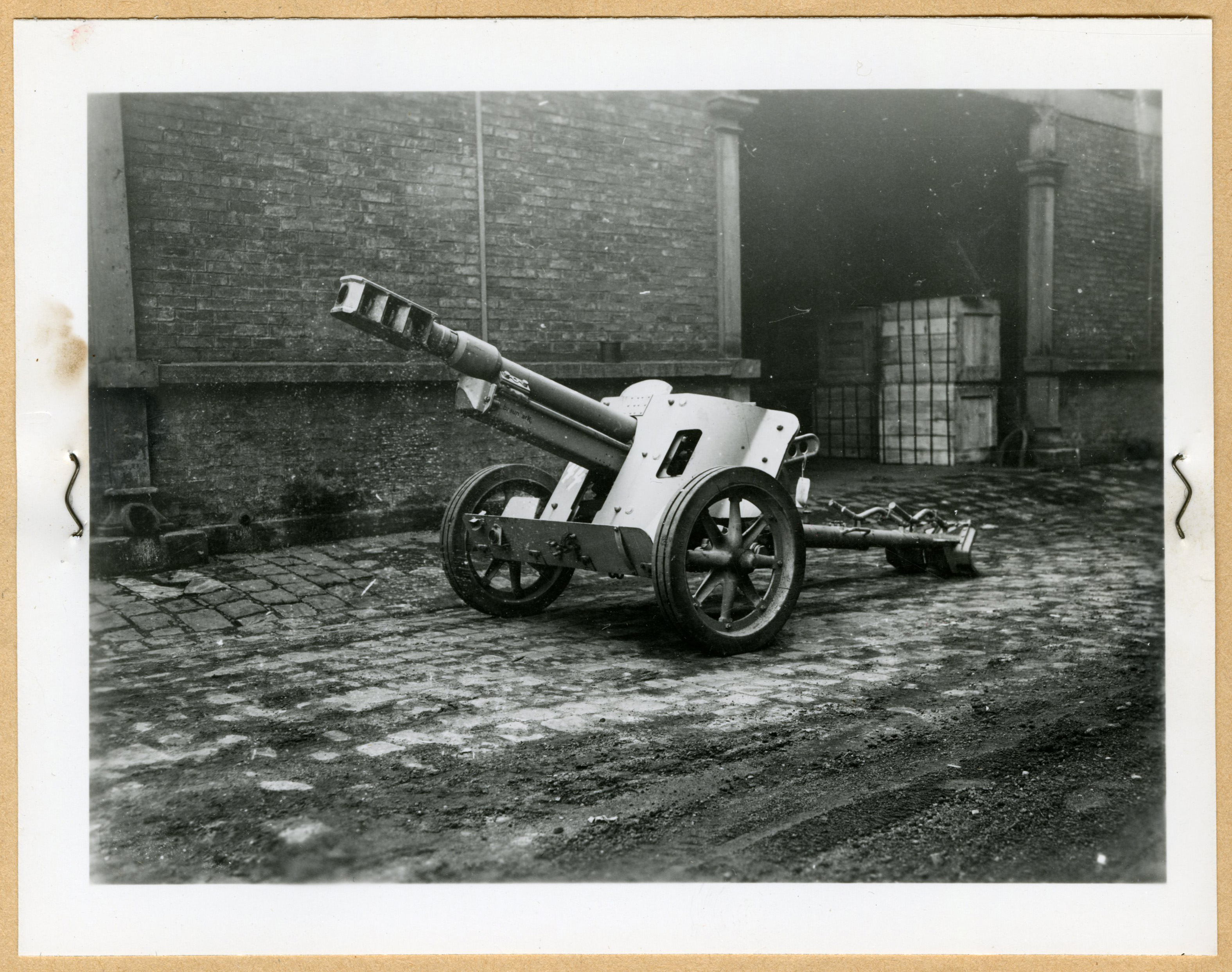
7,5-cm-Pak 50 mit der Rohrnummer 272 in Transportstellung, gut erkennbar die Mündungsbremse mit fünf Leitblechen

Das Geschützrohr mit Rohrnummer (Versuchsmodell) war in einer Monoblock-Bauweise ausgeführt und unmittelbar hinter der Mündungsbremse mit einem schweren Geschützkragen ausgestattet. Dieser Kragen war dafür da, um dem Geschütz eine bessere Balance und Stabilität zu verleihen. Der Verschlussblock war horizontal verschiebbar und öffnete sich von rechts nach links. Der Verschluss wurde manuell mit einem Verschlusshebel und dem Auszieher auf dem Verschlussring bedient. Die Verschluss-Schließfeder befand sich oben links am Verschlussring. Das Geschützrohr ohne Rohrnummer (Serienmodell) war nahezu identische, allerdings waren das Geschützrohr und die Wiege weiter vorn montiert. Dadurch verlängerte sich die Waffe um einige Zentimeter.
Die Lafette verfügte auf der linken Seite über Handräder zum Heben und Senken des Rohres. Um die Besatzung vor Beschuss zu schützen, verfügte sie über einen doppelten, gewölbten Schild, welcher nach hinten geneigt war. Um das Geschütz bewegen zu können, verfügte es über zwei große Stahlscheibenräder mit Vollgummireifen. Eine Drehstabfederung und zwei spreizbare Arme nach hinten hielten die Waffe im Stand stabil.
Die Visiereinrichtung beim Geschütz mit Rohrnummer (Versuchsmodell) war die gleiche wie bei der 5-cm-Pak 38. Im Visier gab es zwei Markierungen für die Entfernung. Zum einen von 0 bis 24 (2400 m) für hochexplosive Granaten und zum anderen von 0 bis 14 (1400 m) für panzerbrechende Granaten. Die Visiereinrichtung beim Geschütz ohne Rohrnummer (Serienmodell) war im Grunde identisch, die Markierungen waren jedoch anders. Hier gab es die Markierungen von 0 bis 34 (3400 m) für die Panzergranate 38 und von 0 bis 38 (3800 m) für die Panzergranate der 7,5-cm-Kampfwagenkanone 37.

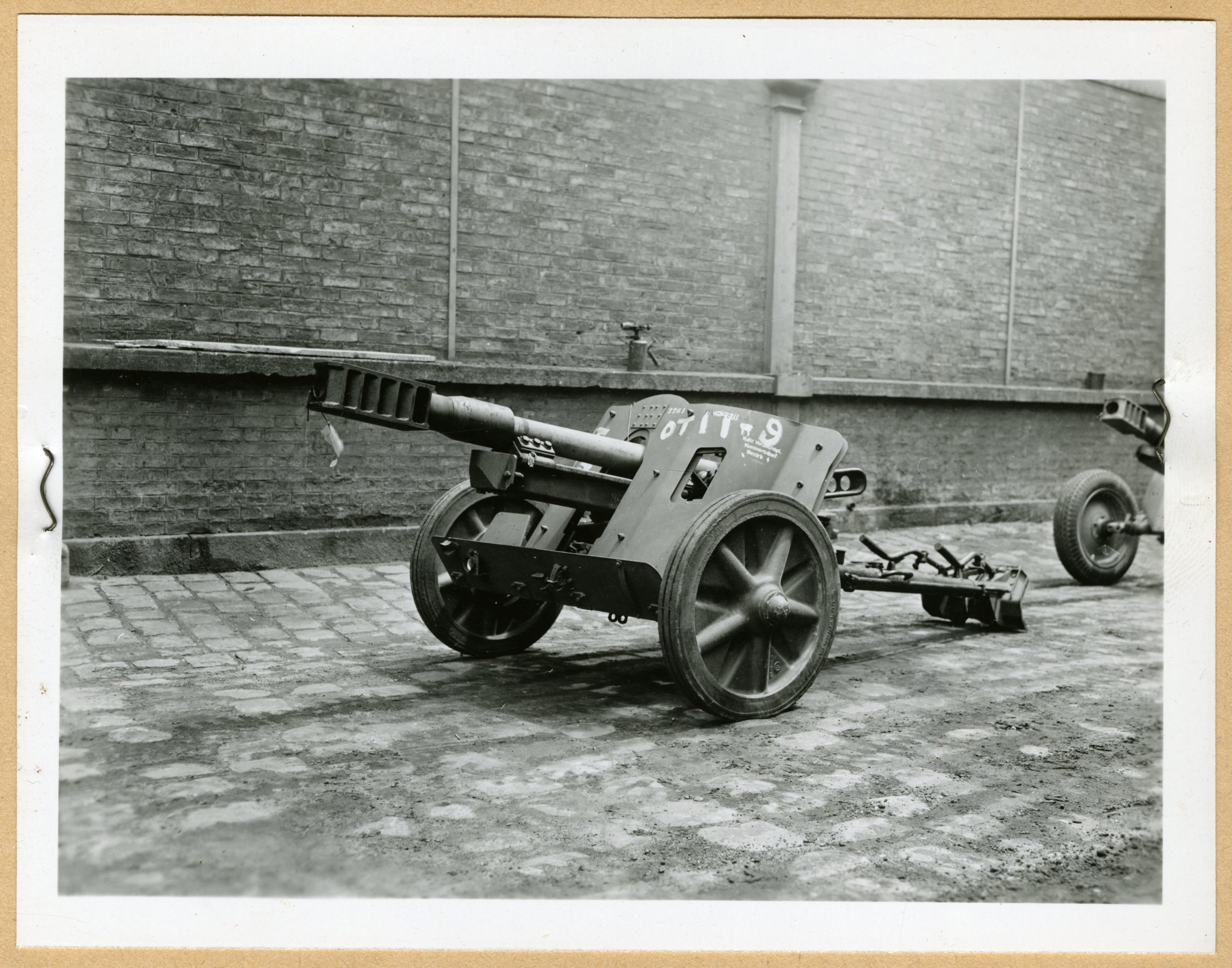
7,5-cm-Pak 50 ohne Rohrnummer in Transportstellung, gut erkennbar die Mündungsbremse mit drei Leitblechen

Beide Geschütze verfügten über eine massive Mündungsbremse, welche sich jedoch voneinander unterschieden. Beim Geschütz mit Rohrnummer (Versuchsmodell) war die Mündungsbremse oben und unten flach und verfügte über fünf Leitbleche. Bei dem Geschütz ohne Rohrnummer (Serienmodell) war die Mündungsbremse ebenfalls oben und unten flach, verfügte jedoch über nur drei Leitbleche.